# Asterixi
L'asterixi o tremolor hepàtic és un tremolor de la mà quan el canell està estès, de vegades es diu que s'assembla a un ocell bategant les seves ales. Aquest trastorn motor es caracteritza per una incapacitat per mantenir una posició, que es demostra amb moviments sacsejats de les mans esteses quan es dobleguen cap amunt al canell. El tremolor és causat per una funció anormal dels centres motors diencefàlics, que regulen els músculs implicats en el manteniment de la posició. L'asterixi s'associa amb diverses encefalopaties degudes especialment a un metabolisme defectuós.[1] El terme deriva del grec a, "no" i stērixis, "posició fixa".
L'asterixi és la incapacitat de mantenir la postura a causa d'una encefalopatia metabòlica.[2] Això es pot obtenir a l'examen físic fent que el pacient estiri els braços i doblegui les mans cap enrere. Amb una encefalopatia metabòlica, el pacient és incapaç de retenir les mans cap enrere, donant lloc al moviment compatible amb l'asterixi. Es pot veure en qualsevol encefalopatia metabòlica, p. insuficiència renal crònica, insuficiència cardíaca congestiva greu, insuficiència respiratòria aguda i habitualment en insuficiència hepàtica descompensada.